# راغودة فحمية
راغودة فحمية (الاسم العلمي: Rhagodes anthracinus) هي نوع من العنكبوتيات تتبع جنس الراغودة من الفصيلة الراغودية.